# Aulacoderus lovemorei
Aulacoderus lovemorei es una especie de coleóptero de la familia Anthicidae.

## Distribución geográfica
Habita en Zimbabue.